# Lisa Robin Kelly
Lisa Robin Kelly (Southington, 5 marzo 1970 – Los Angeles, 15 agosto 2013) è stata un'attrice statunitense, nota per l'interpretazione di Laurie Forman nelle prime cinque stagioni della sitcom That '70s Show.

## Biografia
Ha debuttato all'età di 21 anni in un episodio del 1992 della serie televisiva Sposati... con figli, in seguito è apparsa come guest star in molte altre celebri serie televisive, quali Murphy Brown (1988), X-Files (1993), Sisters (1991) e Due poliziotti a Palm Beach (1991). Il successo arriva quando, all'età di 28 anni, interpreta il personaggio di Laurie Forman, la promiscua sorella maggiore di Eric Forman, in That '70s Show (1998). Il personaggio si è classificato al 6º posto nella lista Best Nymphos di Maxim's TV. Ha ottenuto inoltre successo, durante i primi due anni dello spettacolo, grazie anche a uno dei suoi pochi film di alto profilo, Amiche cattive (1999). I problemi con la droga, iniziati durante le riprese della terza stagione di That '70s Show, l'hanno portata a venir licenziata, giustificando la sua assenza nella finzione facendo sapere che Laurie fosse partita per frequentare una scuola di bellezza.
Lisa Robin Kelly è morta a 43 anni il 15 agosto 2013 a Los Angeles, nel centro di recupero che la ospitava da qualche giorno per la sua dipendenza da alcol. Il decesso è avvenuto durante il sonno a causa di un'intossicazione multipla da farmaci, ritenuta accidentale.

## Filmografia

### Attrice

#### Cinema
- Un'altra indagine per Sam Dietz (Relentless IV: Ashes to Ashes), regia di Oley Sassone - direct-to-video (1994)
- Conti in sospeso (Payback), regia di Anthony Hickox (1995)
- Amityville Dollhouse, regia di Steve White - direct-to-video (1996)
- Performance Anxiety, regia di Adam Carl (1997)
- The Survivor, regia di Nick Davis (1998)
- Kill the Man, regia di Tom Booker e Jon Kean (1999)
- Amiche cattive (Jawbreaker), regia di Darren Stein (1999)
- Clubland, regia di Mary Lambert (1999)
- The Food Chain: A Hollywood Scarytale, regia di Blain Brown - cortometraggio (2005)
- SUX2BME, regia di Todd Lyon - cortometraggio (2012)

#### Televisione
- Sposati... con figli - serie TV, episodi 7x08-11x14 (1992-1997)
- Due poliziotti a Palm Beach (Silk Stalkings) - serie TV, episodio 3x12 (1994)
- Vittima e omicida (Cries Unheard: The Donna Yaklich Story), regia di Armand Mastroianni (1994)
- Renegade - serie TV, episodio 2x19 (1994)
- Platypus Man - serie TV, episodio 1x04 (1995)
- Tutta colpa di papà (Spring Fling!), regia di Chuck Bowman - film TV (1995)
- ABC Afterschool Specials - serie TV, episodio 24x01 (1995)
- Terrore nell'ombra (Terror in the Shadows), regia di William A. Graham - film TV (1995)
- Sisters - serie TV, episodio 6x05 (1995)
- Murphy Brown - serie TV, episodio 8x07 (1995)
- X-Files (The X-Files) – serie TV, episodio 3x13 (1996)
- Hope & Gloria - serie TV, episodio 2x19 (1996)
- Pistol Pete, regia di John Rich (regista) - film TV (1996)
- Il tempo della nostra vita (Days of Our Lives) - soap opera, 26 episodi (1996)
- Suddenly, regia di Robert Allan Ackerman - film TV (1996)
- Alone, regia di Michael Lindsay-Hogg - film TV (1997)
- Jenny - serie TV, episodio 1x05 (1997)
- Poltergeist (Poltergeist: The Legacy) - serie TV, episodio 3x10 (1998)
- Fantasy Island - serie TV, episodio 1x01 (1998)
- Buddy Faro - serie TV, episodio 1x04 (1998)
- The Net - serie TV, episodio 1x14 (1998)
- Young Hearts Unlimited, regia di Don E. FauntLeRoy - film TV (1998)
- That '70s Show - serie TV, 50 episodi (1998-2003)
- Streghe (Charmed) - serie TV, episodio 1x21 (1999)
- Late Last Night, regia di Steven Brill - film TV (1999)
- Alikes, regia di Ron McGee - film TV (2000)

### Produttrice
- SUX2BME, regia di Todd Lyon - cortometraggio (2012)

## Programmi televisivi
- Search Party - game show (1999-2000) - concorrente
- Hollywood Squares - game show (2000) - relatrice
- Good Morning America - talk show (2012) - ospite

## Doppiatrici italiane
Nelle versioni in italiano delle opere in cui ha recitato, Lisa Robin Kelly è stata doppiata da: 
- Rossella Acerbo in X-Files[1]
- Francesca Listri in That '70s Show[2]